# Dumitru Tepeneag
Dumitru Tepeneag (* 14. února 1937, Bukurešť) je rumunský prozaik.

## Biografie
Od roku 1955 studoval v Bukurešti práva, roku 1956 se účastnil studentských manifestací na podporu protisovětského povstání v Maďarsku. Roku 1962 absolvoval pedagogický institut. Pracoval jako korektor, později jako lektor v nakladatelství. Roku 1966 byl spolu s Leonidem Dimovem iniciátorem tzv. oneirického směru proklamujícího nezbytnost snu a snění jako inspiračního zdroje pro literaturu. V letech 1970–1971 získal stipendium na studijní pobyt ve Francii udělené filozofem G. Marcelem, znovu se vrátil do Paříže v roce 1972. Roku 1975 byl vyloučen ze Svazu rumunských spisovatelů a zbaven rumunského občanství, což ho dovedlo k definitivní emigraci. Žije v Paříži, dlouhodobě se zabýval šachem a vydal knihu z šachové teorie La defense Alekhine (Aljechinova obrana, 1983), v letech 1975–1980 řídil publikaci Cahiers de l'Est. Od roku 1990 přispívá do časopisů România literarâ, Apostrof, Contrapunct aj.
Před odchodem z Rumunska uveřejnil překlad dvou románů Alaina Robbe–Grilleta a několik svazků oneiristické prózy – Exerciţii (Cvičení, 1966), Frig (Zima, 1967), Aşteptare (Čekání, 1972). Další díla vyšla ve Francii ve francouzských verzích, některá pod pseudonymem Ed Pastenague – Exercices d'attente (Cvičení v čekání, 1972), Les noces nécessaires (Nezbytné svatby, 1977), Le mot sablier (Slovo přesýpací hodiny, 1984), Roman de gare (Román ve vlaku, 1985), Pigeon vole (Leť holube, 1988) aj.; po prosincovém převratu v roce 1989 vyšla i v Rumunsku, např. Zadarnicâ e arta fugii (Marné je umění prchnout, 1991), Nunţile necesare (Nezbytné svatby, 1992), Roman de citit în tren (Román do vlaku, 1993), Cuvîntul nisiparniţă (Slovo přesýpací hodiny, 1994), Porumbelul zboară (Leť holube, 1997), Călătorie neizbutită (Nepodařená cesta, 1998), Pont des Arts (Most Umění, 1999).
Úspěch ve Francii a v Německu zaznamenal román Hôtel Europa (Hotel Europa, 1996), v němž Tepeneag poprvé uplatnil realistické vyprávění, ne však s tradiční strukturou, nýbrž ve formě tří navzájem se prolínajících románů: tragikomického pikarestního příběhu mladých Rumunů – účastníků prosincové revoluce v roce 1989, nepravého „tvůrčího deníku“ o průběhu psaní díla a konečně vlastního deníku zachycujícího autorovy snové představy a společensko-politické názory. Volným pokračováním díla je román Pont des Arts (Most Umění, 1998).
Rumunskou poválečnou poezii ve Francii představuje jeho antologie Quinze poètes roumains (Patnáct rumunských básníků, 1990).
Další díla
- Publicistika Reintoarcerea fiului la sinul mamei rătăcite (Návrat syna do náruče zbloudilé matky, 1993)
- Deník Un romăn la Paris (Rumun v Paříži, 1993)
- Momentul oniric (Oneirický román, 1997, s Leonidem Dimovem)